# Рябоконь Василь Петрович
Василь Петрович Рябоконь (нар. 30 березня 1940, Кузьминці) — український науковець-економіст, політичний діяч, доктор економічних наук (2001). Головний науковий співробітник Інституту аграрної економіки НААН України. Народний депутат України 1-го скликання (1990—1994). Заслужений діяч науки і техніки України (2009).

## Біографія
Народився 30 березня 1940 року у селі Кузьминці на Вінниччині в селянській сім'ї; українець; батько Петро Федорович (1909—1976); мати Олександра Петрівна (1915); дружина Тамара Андріївна (1944); син Володимир (1970) — економіст-міжнародник; син Олег (1973) — юрист-міжнародник, політичний діяч.
Освіта: Одеський технологічний інститут імені М. В. Ломоносова, інженер-економіст; кандидатська дисертація «Соціально-економічні проблеми удосконалення структури робочої сили в сільському господарстві» (Академія суспільних наук при ЦК КПРС, 1977); докторська дисертація «Економічні та соціальні проблеми розвитку сільського господарства України в сучасних умовах» (Інститут аграрної економіки НААН України, 2001).

## Трудова діяльність
- З 1957 — тесля колгоспу імені Леніна Барського району.
- 12.1958-10.1960 — коректор Барської районної газети «Радянський прапор».
- З 10.1960 — інструктор, завідувач шкільного відділу Барського райкому ЛКСМУ.
- З 1964 — заступник секретаря комітету ЛКСМУ виробничого колгоспно-радгоспного управління, місто Бар.
- З 1965 — другий секретар, перший секретар Барського райкому ЛКСМУ.
- 10.1967-01.1968 — інструктор ЦК ЛКСМУ.
- 01.1968-09.1974 — другий секретар, перший секретар Вінницького обкому ЛКСМУ.
- 09.1974-08.1977 — аспірант Академії суспільних наук при ЦК КПРС, місто Москва.
- 08.1977-09.1978 — секретар Вінницького міськкому КПУ.
- 09.1978-08.1983 — завідувач відділу організаційно-партійної роботи Вінницького обкому КПУ.
- 08.1983-11.1988 — перший секретар Вінницького міськкому КПУ.
- 11.1988-11.1990 — другий секретар Вінницького обкому КПУ.
- 03.1990-04.1994 — Народний депутат України 1-го скликання, Барський виборчий округ № 29, Вінницька область. Голова Комісії мандатної і з питань депутатської етики (з червня 1990 року)[2].
- 04.1994-11.1996 — заступник Міністра[3][4], 11.1996-12.1998 — перший заступник Міністра Кабінету Міністрів України[5][6].
- 12.1998-12.1999 — перший заступник Глави Адміністрації Президента України[7][8].
- 12.1999-02.2000 — радник Прем'єр-міністра України[9][10].
- 02.2000-01.2003 — начальник Адміністративно-господарського департаменту Міністерства фінансів України[11].
- 06.2002-т.ч. — головний науковий співробітник Інституту аграрної економіки НААН України[12].

Державний службовець 1-го рангу (06.1994).
Член Комісії з питань повернення в Україну валютних цінностей, що незаконно знаходяться за її межами (10.1995-11.1998); член Державної комісії з проведення в Україні адміністративної реформи (07.1997-07.2001).
Автор близько 100 наукових робіт. Член-кореспондент Національної академії аграрних наук України (Відділення аграрної економіки і земельних відносин, економіка сільського господарства і АПК, 12.2002)

## Нагороди
Заслужений діяч науки і техніки України (12.2009). Орден Трудового Червоного Прапора (1971, 1986), орден «Знак Пошани» (1981). Орден «За заслуги» ІІІ ступеня (08.1997). Почесна грамота Кабінету Міністрів України (03.2005).